# Radłów
Radłów es una villa perteneciente al condado de Tarnów en el voivodato de Pequeña Polonia,al sur del país. Pertenece a la comarca (división-administrativa) de Gmina Radłów. Se encuentra a 13 km al noroeste de Tarnów y a 66 km de la capital administrativa de la región que es Cracovia.